# Hypolestes trinitatis
Hypolestes trinitatis är en trollsländeart som först beskrevs av Juan Cristóbal Gundlach 1888.  Hypolestes trinitatis ingår i släktet Hypolestes och familjen Megapodagrionidae. Inga underarter finns listade i Catalogue of Life.
Arten hittades i centrala och östra Kuba. Fynd från Hispaniola behöver bekräftelse. Habitatet är troligen fuktiga skogar och träskmarker.
Antagligen påverkas beståndet negativt av skogsavverkningar. IUCN kategoriserar arten globalt som sårbar på grund av den begränsade utbredningen.